# 六福玄珠螺
六福玄珠螺（学名：Mesophora rufotincta）为左錐螺科玄珠螺屬下的一个种。